# Spunk (Süßware)

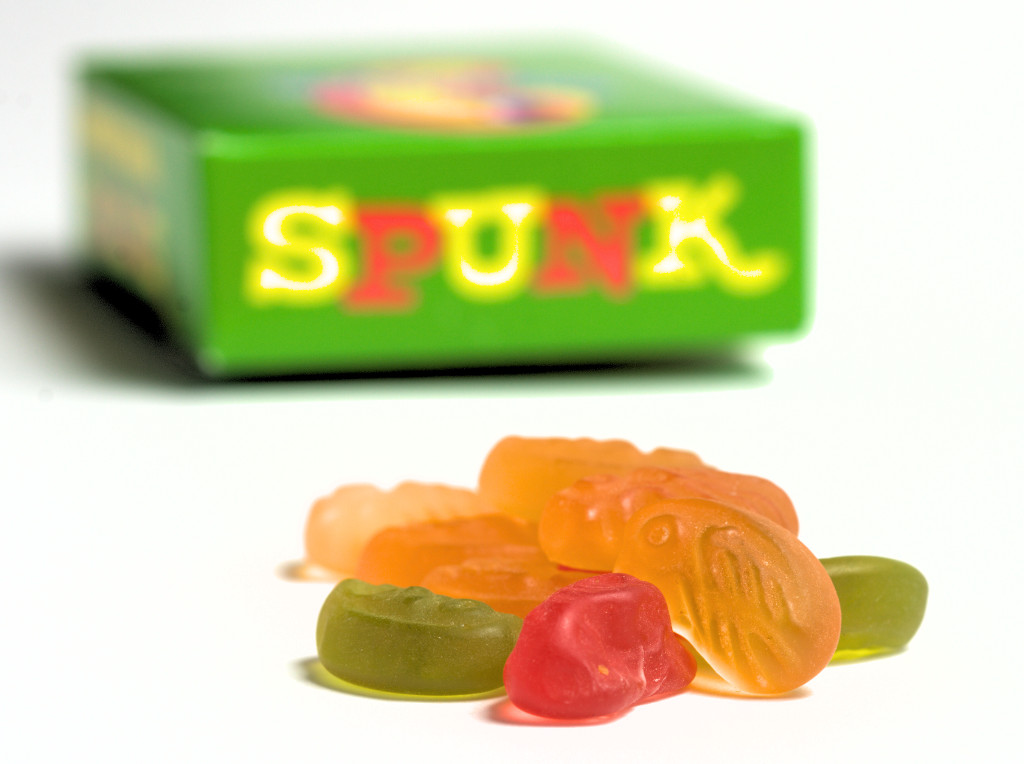
Spunk Weingummi

Spunk ist der Markenname für Salzlakritz und Weingummis, die von der dänischen Toms Gruppen A/S produziert werden.
Die Lakritze ist klein, schwarz, sehr trocken und salzig.

## Packungsgröße
Spunk wird in quaderförmigen 20 bzw. 23-Gramm-Packungen verkauft. Die Salzlakritzverpackungen sind überwiegend schwarz, die der Weingummis überwiegend grün, jeweils mit rot-gelbem Logo und blauem „Spunk“-Aufdruck auf Vorder- und Rückseite. Die Verpackungen der Weingummis haben zusätzlich die Bezeichnung „Vingummi“ in Weiß.

## Verfügbarkeit in Deutschland
In Deutschland ist Spunk fast ausschließlich im Norden erhältlich, häufig an Tankstellen oder in Supermärkten.